# Населення Соломонових Островів
Населення Соломонових Островів. Чисельність населення країни 2015 року становила 622,5 тис. осіб (169-те місце у світі). Чисельність остров'ян стабільно збільшується, народжуваність 2015 року становила 25,77 ‰ (47-ме місце у світі), смертність — 3,85 ‰ (210-те місце у світі), природний приріст — 2,02 % (49-те місце у світі) . 

## Природний рух

### Відтворення
Народжуваність у Соломонових Островах, станом на 2015 рік, дорівнює 25,77 ‰ (47-ме місце у світі). Коефіцієнт потенційної народжуваності 2015 року становив 3,28 дитини на одну жінку (47-ме місце у світі). Рівень застосування контрацепції 34,6 % (станом на 2007 рік). Середній вік матері при народженні першої дитини становив 21,6 року, медіанний вік для жінок — 25—29 років (оцінка на 2007 рік).
Смертність у Соломонових Островах 2015 року становила 3,85 ‰ (210-те місце у світі).
Природний приріст населення в країні 2015 року становив 2,02 % (49-те місце у світі).

### Вікова структура

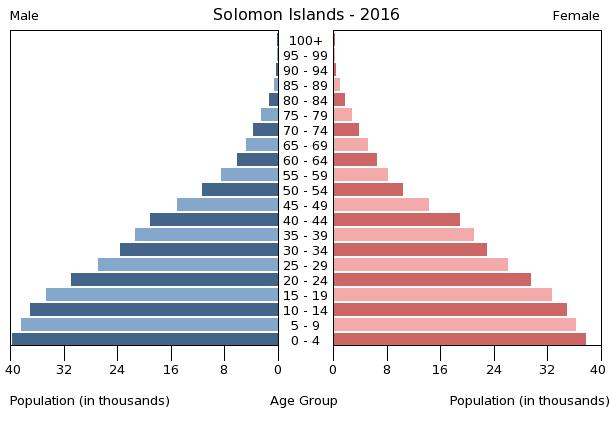
Віково-статева піраміда населення Соломонових Островів, 2016 рік

Середній вік населення Соломонових Островів становить 22,2 року (180-те місце у світі): для чоловіків — 22, для жінок — 22,4 року. Очікувана середня тривалість життя 2015 року становила 75,12 року (106-те місце у світі), для чоловіків — 72,49 року, для жінок — 77,88 року.
Вікова структура населення Соломонових Островів, станом на 2015 рік, мала такий вигляд:
- діти віком до 14 років — 35,68 % (114 349 чоловіків, 107 750 жінок);
- молодь віком 15—24 роки — 20,01 % (64 036 чоловіків, 60 511 жінок);
- дорослі віком 25—54 роки — 35,73 % (113 306 чоловіків, 109 133 жінки);
- особи передпохилого віку (55—64 роки) — 4,45 % (13 863 чоловіки, 13 820 жінок);
- особи похилого віку (65 років і старіші) — 4,13 % (12 315 чоловіків, 13 385 жінок)[1].

### Шлюбність— розлучуваність
Середній вік, коли чоловіки беруть перший шлюб, дорівнює 25,6 року, жінки — 20,3 року, загалом — 23 роки (дані за 2007 рік).

## Розселення
Густота населення країни 2015 року становила 20,8 особи/км² (198-ме місце у світі).

### Урбанізація
Соломонові Острови середньоурбанізована країна. Рівень урбанізованості становить 22,3 % населення країни (станом на 2015 рік), темпи зростання частки міського населення — 4,25 % (оцінка тренду за 2010—2015 роки).
Головні міста держави: Хоніара (столиця) — 73,0 тис. осіб (дані за 2014 рік).

### Міграції
Річний рівень еміграції 2015 року становив 1,75 ‰ (162-ге місце у світі). Цей показник не враховує різниці між законними і незаконними мігрантами, між біженцями, трудовими мігрантами та іншими.

## Расово-етнічний склад
| Етнічний склад (2009 рік) | Етнічний склад (2009 рік) | Етнічний склад (2009 рік) | Етнічний склад (2009 рік) | Етнічний склад (2009 рік) |
| ------------------------- | ------------------------- | ------------------------- | ------------------------- | ------------------------- |
| Етнос:                    |                           |                           | Відсоток:                 |                           |
| меланезійці               | меланезійці               |                           | 95.3%                     | 95.3%                     |
| полінезійці               | полінезійці               |                           | 3.1%                      | 3.1%                      |
| мікронезійці              | мікронезійці              |                           | 1.2%                      | 1.2%                      |
| інші                      | інші                      |                           | 0.3%                      | 0.3%                      |

Головні етноси країни: меланезійці — 95,3 %, полінезійці — 3,1 %, мікронезійці — 1,2 %, інші — 0,3 % населення (оціночні дані за 2009 рік).

## Мови
| Мови Соломонів (2015 рік) | Мови Соломонів (2015 рік) | Мови Соломонів (2015 рік) | Мови Соломонів (2015 рік) | Мови Соломонів (2015 рік) |
| ------------------------- | ------------------------- | ------------------------- | ------------------------- | ------------------------- |
| Мова:                     |                           |                           | Відсоток:                 |                           |
| меланезійський піджин     | меланезійський піджин     |                           | %                         | %                         |
| англійська                | англійська                |                           | 2%                        | 2%                        |

Офіційні мови: меланезійський піджин (лінгва франка), англійська — розмовляє 1 %-2 % населення. У країні налічується 120 різноманітних місцевих мов.

## Релігії
| Релігії в Соломонових Островах (2009 рік) | Релігії в Соломонових Островах (2009 рік) | Релігії в Соломонових Островах (2009 рік) | Релігії в Соломонових Островах (2009 рік) | Релігії в Соломонових Островах (2009 рік) |
| ----------------------------------------- | ----------------------------------------- | ----------------------------------------- | ----------------------------------------- | ----------------------------------------- |
| Віросповідання:                           |                                           |                                           | Відсоток:                                 |                                           |
| протестанти                               | протестанти                               |                                           | 73.4%                                     | 73.4%                                     |
| католики                                  | католики                                  |                                           | 19.6%                                     | 19.6%                                     |
| християни                                 | християни                                 |                                           | 2.9%                                      | 2.9%                                      |
| інші                                      | інші                                      |                                           | 4%                                        | 4%                                        |
| атеїсти                                   | атеїсти                                   |                                           | 0.03%                                     | 0.03%                                     |
| агностики                                 | агностики                                 |                                           | 0.1%                                      | 0.1%                                      |

Головні релігії й вірування, які сповідує, і конфесії та церковні організації, до яких відносить себе населення країни: протестантизм — 73,4 % (Англіканська церква Меланезії — 31,9 %, Євангелістська церква південних морів — 17,1 %, адвентизм — 11,7 %, Об'єднана церква — 10,1 %, Братерська церква — 2,5 %), римо-католицтво — 19,6 %, інші течії християнства — 2,9 %, інші — 4 %, не сповідують жодної — 0,03 %, не визначились — 0,1 % (станом на 2009 рік).

## Освіта
Рівень письменності 2009 року становив 84,1 % дорослого населення (віком від 15 років): 88,9 % — серед чоловіків, 79,2 % — серед жінок.
Державні витрати на освіту становлять 10 % ВВП країни, станом на 2010 рік (18-те місце у світі). Середня тривалість освіти становить 9 років, для хлопців — до 10 років, для дівчат — до 9 років (станом на 2012 рік).

## Охорона здоров'я
Забезпеченість лікарями в країні на рівні 0,22 лікаря на 1000 мешканців (станом на 2009 рік). Забезпеченість лікарняними ліжками в стаціонарах — 1,3 ліжка на 1000 мешканців (станом на 2012 рік). Загальні витрати на охорону здоров'я 2014 року становили 5,1 % ВВП країни (59-те місце у світі).
Смертність немовлят до 1 року, станом на 2015 рік, становила 15,65 ‰ (102-ге місце у світі); хлопчиків — 17,84 ‰, дівчаток — 13,35 ‰. Рівень материнської смертності 2015 року становив 114 випадків на 100 тис. народжень (77-ме місце у світі).
Соломонові Острови входить до складу ряду міжнародних організацій: Міжнародного руху (ICRM) і Міжнародної федерації товариств Червоного Хреста і Червоного Півмісяця (IFRCS), Дитячого фонду ООН (UNISEF), Всесвітньої організації охорони здоров'я (WHO).

### Захворювання
Кількість хворих на СНІД невідома, дані про відсоток інфікованого населення в репродуктивному віці 15—49 років відсутні. Дані про кількість смертей від цієї хвороби за 2014 рік відсутні.
Частка дорослого населення з високим індексом маси тіла 2014 року становила 25 % (27-ме місце у світі); частка дітей віком до 5 років зі зниженою масою тіла становила 11,5 % (оцінка на 2007 рік). Ця статистика показує як власне стан харчування, так і наявну/гіпотетичну поширеність різних захворювань.

### Санітарія
Доступ до облаштованих джерел питної води 2015 року мало 93,2 % населення в містах і 77,2 % в сільській місцевості; загалом 80,8 % населення країни. Відсоток забезпеченості населення доступом до облаштованого водовідведення (каналізація, септик): у містах — 81,4 %, в сільській місцевості — 15 %, загалом по країні — 29,8 % (станом на 2015 рік).

## Соціально-економічне становище
Співвідношення осіб, що в економічному плані залежать від інших, до осіб працездатного віку (15—64 роки) загалом становить 75,1 % (станом на 2015 рік): частка дітей — 69,1 %; частка осіб похилого віку — 5,9 %, або 16,8 потенційно працездатного на 1 пенсіонера. Загалом ці показники характеризують рівень потреби державної допомоги в секторах освіти, охорони здоров'я та пенсійного забезпечення, відповідно. Дані про відсоток населення країни, що перебуває за межею бідності, відсутні. Дані про розподіл доходів домогосподарств у країні відсутні.
Станом на 2012 рік, у країні 495,3 тис. осіб не мали доступу до електромереж; 23 % населення має доступ, у містах цей показник дорівнює 62 %, у сільській місцевості — 13 %. Рівень проникнення інтернет-технологій надзвичайно низький. Станом на липень 2015 року в країні налічувалось 62 тис. унікальних інтернет-користувачів (187-ме місце у світі), що становило 10 % загальної кількості населення країни.

### Трудові ресурси
Загальні трудові ресурси 2007 року становили 202,5 тис. осіб (170-те місце у світі). Зайнятість економічно активного населення у господарстві країни розподіляється таким чином: аграрне, лісове і рибне господарства — 75 %; промисловість і будівництво — 5 %; сфера послуг — 20 % (станом на 2000 рік).

## Соціально-економічне становище
Дані про рівень безробіття серед працездатного населення країни, станом на 2015 рік, відсутні.

### Торгівля людьми
Згідно зі щорічною доповіддю про торгівлю людьми (англ. Trafficking in Persons Report) Управління з моніторингу та боротьби з торгівлею людьми Державного департаменту США, уряд Соломонових Островів докладає значних зусиль у боротьбі з явищем примусової праці, сексуальної експлуатації, незаконною торгівлею внутрішніми органами, але не повною мірою, країна перебуває у списку спостереження другого рівня.

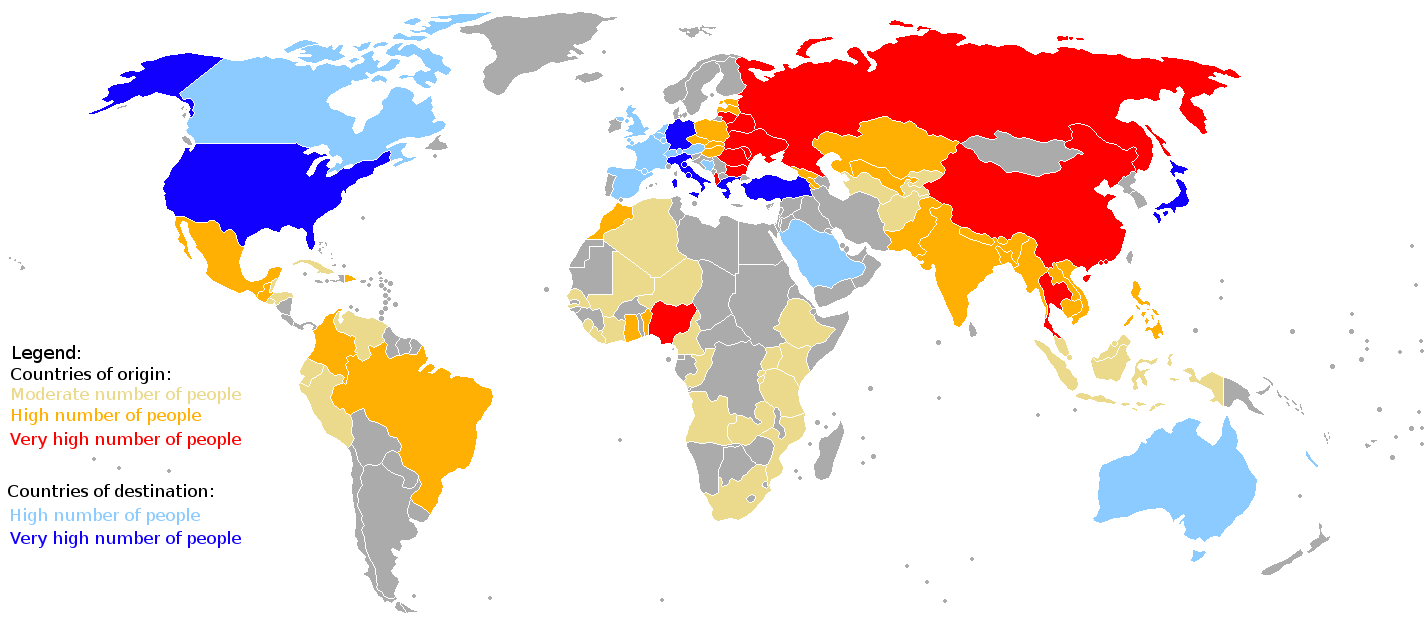
Країни-донори (червоний) і країни-реципієнти кримінальних потоків (англ.)
Глобальна боротьба з торгівлею людьми (англ.)

## Гендерний стан
Статеве співвідношення (оцінка 2015 року):
- при народженні — 1,05 особи чоловічої статі на 1 особу жіночої;
- у віці до 14 років — 1,06 особи чоловічої статі на 1 особу жіночої;
- у віці 15—24 років — 1,06 особи чоловічої статі на 1 особу жіночої;
- у віці 25—54 років — 1,04 особи чоловічої статі на 1 особу жіночої;
- у віці 55—64 років — 1 особи чоловічої статі на 1 особу жіночої;
- у віці за 64 роки — 0,92 особи чоловічої статі на 1 особу жіночої;
- загалом — 1,04 особи чоловічої статі на 1 особу жіночої[1].

## Демографічні дослідження
Демографічні дослідження у країні ведуться рядом державних і наукових установ:

### Українською
- Атлас. 10—11 клас. Економічна і соціальна географія світу / упорядники :  О. Я. Скуратович, Н. І. Чанцева. — К. : ДНВП «Картографія», 2010. — ISBN 978-966-475-639-3.
- Атлас світу / голов. ред. І. С. Руденко ; зав. ред. В. В. Радченко ; відп. ред. О. В. Вакуленко. — К. : ДНВП «Картографія», 2005. — 336 с. — ISBN 9666315467.
- Безуглий В. В. Економічна і соціальна географія зарубіжних країн : Навчальний посібник. — К. : ВЦ «Академія», 2007. — 704 с. — ISBN 978-966-580-239-6.
- Безуглий В. В., Козинець С. В. Регіональна економічна і соціальна географія світу : Навчальний посібник. — видання 2-ге, доп., перероб. — К. : ВЦ «Академія», 2007. — 688 с. — ISBN 966-580-144-9.
- Головченко В. І., Кравчук О. Країнознавство: Азія, Африка, Латинська Америка, Австралія і Океанія. — К., 2006. — 335 с. — ISBN 966-8939-04-2.
- Гудзеляк І. І. Географія населення: Навчальний посібник / І. Гудзеляк. — Л. : Видавничий центр ЛНУ імені Івана Франка, 2008. — 232 с. — ISBN 978-966-613-599-8.
- Дахно І. І. Країни світу: Енциклопедичний довідник / І. І. Дахно, С. М. Тимофієв. — К. : Мапа, 2011. — 606 с. — (Бібліотека нового українця) — ISBN 978-966-8804-23-6.
- Дахно І. І. Економічна географія зарубіжних країн : навчальний посібник. — К. : Центр учбової літератури, 2014. — 319 с. — ISBN 978-611-01-0682-5.
- Джаман В. О. Регіональні системи розселення: демографічні аспекти. — Чернівці : Рута, 2003. — 392 с. — ISBN 9665685988.
- Дорошенко Л. С. Демографія: Навчальний посібник. — К. : МАУП, 2005. — 112 с. — ISBN 966-608-442-2.
- Дубович І. А. Країнознавчий словник-довідник. — 5-те вид., перероб. і доп. — К. : Знання, 2008. — 839 с. — ISBN 978-966-346-330-8.
- Економічна і соціальна географія країн світу. Навчальний посібник / За ред. Кузика С. П. — Л. : Світ, 2002. — 672 с. — ISBN 966-603-178-7.
- Загальна медична географія світу / В. О. Шевченко [та ін.] — К. : [б.в.], 1998. — 178 с.
- Книш М. М., Мамчур О. І. Регіональна економічна і соціальна географія світу (Латинська Америка та Карибські країни, Африка, Азія, Океанія) : навч. посіб. — Л. : ЛНУ ім. Івана Франка, 2013. — 368 с. — ISBN 978-617-10-0007-0.
- Крисаченко В. С. Динаміка населення: Популяційні, етнічні та глобальні виміри. — К. : Видавництво Національного інституту стратегічних досліджень, 2005. — 368 с. — ISBN 966-554-083-1.
- Любіцева О. О., Мезенцев К. В., Павлов С. В. Географія релігій. — К. : АртЕК, 1999. — 504 с. — ISBN 966-505-006-0.
- Масляк П. О. Країнознавство. — К. : Знання, 2007. — 292 с. — (Вища освіта XXI століття)
- Масляк П. О., Дахно І. І. Економічна і соціальна географія світу / П. О. Масляк, І. І. Дахно ; за ред. П. О. Масляка. — К. : Вежа, 2003. — 280 с. — ISBN 966-7091-53-8.

### Російською
- (рос.) Соломоновы Острова // Демографический энциклопедический словарь / главн. ред. Валентей Д. И. — М. : Советская энциклопедия, 1985. — 608 с.
- (рос.) Соломоновы Острова // Страны и народы. Австралия и Океания. Антарктида / Редкол. П. И. Пучков (отв. ред.) и др. — М. : «Мысль». — 301 с. — (Страны и народы) — 180 тис. прим.
- (рос.) Атлас народов мира / Отв. ред. С. И. Брук и В. С. Апенченко. — М. : ГУГК ГГК СССР и Институт этнографии им. Н. Н. Миклухо-Маклая АН СССР, 1964. — 185 с. — 20 тис. прим.
- (рос.) Численность и расселение народов мира. Этнографические очерки / под ред. С. И. Брука. — М. : Издательство АН СССР, 1962. — 487 с.
- (рос.) Лаппо Г. М. География городов: Учебное пособие для географических факультетов вузов. — М. : Туманит, изд. центр ВЛАДОС, 1997. — 476 с. — ISBN 5-691-00047-0.
- (рос.) Ягельский А. География населения. — М. : Прогресс, 1980. — 383 с.